# Battaglia di Orkynia
La battaglia di Orkynia fu una delle battaglie delle Guerre dei diadochi, ovvero dei successori di Alessandro Magno e in questo caso tra Antigono I Monoftalmo ed Eumene di Cardia. Fu combattuta nei pressi di Orkynia, in Cappadocia, nel 319 a.C. e portò a una decisiva vittoria di Antigono.

## Antefatti
Dopo la morte di Alessandro Magno nel 323 a.C., i suoi generali iniziarono immediatamente a litigare per il controllo del suo enorme impero; la lite presto degenerò in una guerra aperta, con ogni generale che tentava di rivendicare una parte del vasto impero di Alessandro. Dopo la Prima Guerra dei Diadochi contro Perdicca, terminata nel 321 a.C., ebbe luogo la seconda spartizione dell'Impero, chiamata Spartizione di Triparadiso: essa stabiliva che Antipatro fosse il nuovo reggente dell'Impero e che Antigono diventasse stratego dell'Asia, incaricato di dare la caccia e sconfiggere i resti della fazione fedele al defunto Perdicca. Antigono Monoftalmo, così chiamato a causa di un occhio perso in un assedio, era uno dei migliori generali dell'epoca, mentre Eumene era un abile generale che aveva già schiacciato Cratero ed era rimasto fedele a Perdicca anche dopo la sua morte. Antigono prese il comando dell'esercito reale e, dopo essere stato rinforzato con truppe più affidabili dall'esercito europeo di Antipatro, si mosse contro i suoi nemici in Asia Minore. Marciò per la prima volta contro Eumene in Cappadocia, ma dovette lasciare una forza consistente per sorvegliare Alketas che era in Pisidia alle sue spalle. Pertanto, Antigono fu in grado di radunare un esercito di solo 10 000 fanti (metà dei quali macedoni), 2 000 cavalieri e 30 elefanti contro Eumene, il quale dalla sua aveva circa 20 000 fanti e 5 000 cavalieri.

## Preludio
Eumene aveva dalla sua parte un esercito più numeroso rispetto ad Antigono sia in fanteria che in cavalleria, nonostante ciò Antigono adottò un'audace strategia d'attacco. Eumene era accampato in una pianura adatta al combattimento di cavalleria, vicino a Orkynia, e quando Antigono arrivò improvvisamente e si accampò su una collina che dominava la pianura cercò di avere quel vantaggio. Grazie alla sua posizione Antigono poteva dare o rifiutare la battaglia a piacimento e, all'insaputa di Eumene, si mise in contatto con il suo ufficiale di cavalleria Apollonide, che era disposto a tradire Eumene.

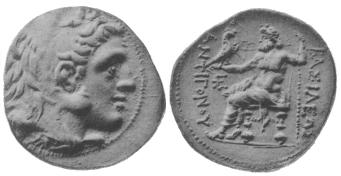
Moneta di Antigono I Monoftalmo raffigurante Eracle

## La battaglia
Un giorno Antigono schierò la sua falange due volte più lunga del solito, e con ciò indusse il suo avversario a pensare che il nemico avesse il doppio della fanteria che in realtà aveva; questo, combinato con il tradimento della cavalleria di Apollonide, spinse l'esercito di Eumene alla fuga. Non contento di ciò, Antigono mandò la sua cavalleria a catturare il bagaglio di Eumene; il risultato fu una brillante vittoria, in cui il suo esercito uccise circa 8 000 nemici e la maggior parte del resto passò a lui.

## Conseguenze
Eumene, fuggendo con un consistente numero di truppe, catturò ed uccise il traditore Apollonide. Poi sfuggì all'inseguimento delle forze di Antigono e tornò sul campo di battaglia, dove seppellì i suoi morti. Alla fine Antigono raggiunse Eumene, che fu costretto a rifugiarsi in una roccaforte chiamata Nora con i suoi seguaci più stretti, circa 600-700 in tutto. Lì Antigono provò l'assedio, ma la fortezza era ben fornita e praticamente inespugnabile. Antigono lasciò l'assedio di Nora a un subordinato e marciò con il grosso del suo esercito per affrontare i rimanenti fedeli a Perdicca: Alceta, Docimo ed Attalo.